# Isten létezik, és Petrunijának hívják
Az Isten létezik, és Petrunijának hívják (macedón nyelven: Господ постои, името ѝ е Петрунија) 2019-es észak-macedóniai filmdráma Teona Strugar Mitevska rendezésében. Szerepelt a 69. Berlini Nemzetközi Filmfesztivál versenyében, és elnyerte a LUX díjat.

## Cselekmény
Az észak-macedónai Stip városában minden évben vízkeresztkor bedobnak egy keresztet a folyóba. A férfiak versenyeznek a kihalászásáért, és a győztes egész évben szerencsés lesz. Petrunija, egy 32 éves munkanélküli nő egy sikertelen és megalázó állásinterjúról hazatérőben elhalad a folyó mellett, beugrik a vízbe, és megszerzi a keresztet. Az eset botrányt okoz, mivel a hagyomány szerint csak a férfiak vehetnek részt a versenyben.

## Fogadtatás és kritikák
A film 80%-os értékelést ért el a Rotten Tomatoes oldalon. A The Guardian kritikusa kiemeli a főszereplő Zorica Nuseva alakítását, de a filmet egészében hiteltelennek tartja. A cineuropa.org szerint jelentős hozzájárulás a feminizmus ügyéhez, egyben erőteljes műalkotás.
A magyar nyelvű kritikusok véleménye megoszlik:
- „az év egyik kiemelkedő alkotása”[7]
- „komoly, társadalmi és vallási témákat hozott felszínre,”[8]
- „az iróniát sem nélkülöző, de sok keserűséggel teli mondanivalója fontos, mégis, viszonylag hamar veszít kezdeti erejéből”[9]
- „végső soron nem egy egetrengető alkotás, mégis csendben és elegánsan szól nagyot”[10]

## Díjak
- Berlini Nemzetközi Filmfesztivál 2019: az ökumenikus zsüri díja
- LUX – a legjobb filmnek járó európai közönségdíj 2019